# 578 (číslo)
Pět set sedmdesát osm je přirozené číslo. Následuje po čísle pět set sedmdesát sedm a předchází číslu pět set sedmdesát devět. Římskými číslicemi se zapisuje DLXXVIII a řeckými číslicemi φοη.

## Matematika
578 je:
- Deficientní číslo
- Složené číslo
- Nešťastné číslo

## Astronomie
- (578) Happelia je planetka hlavního pásu, kterou objevil v roce 1905 Max Wolf

## Roky
- 578
- 578 př. n. l.